# کلمونس سن-پرو
کلمونس سن-پرو (فرانسوی: Clémence Saint-Preux‎؛ زادهٔ ۲۹ نوامبر ۱۹۸۸) خواننده و بازیگر اهل فرانسه است.